# Pavetta seretii
Pavetta seretii är en måreväxtart som beskrevs av De Wild.. Pavetta seretii ingår i släktet Pavetta och familjen måreväxter. Inga underarter finns listade i Catalogue of Life.